# Conus echinophilus
Espèce
Statut de conservation UICN

 EN B1ab(iii,v)+2ab(iii,v) : En danger
Conus echinophilus est une espèce de mollusques gastéropodes marins de la famille des Conidae.
Comme toutes les espèces du genre Conus, ces escargots sont prédateurs et venimeux. Ils sont capables de « piquer » les humains et doivent donc être manipulés avec précaution, voire pas du tout.

## Description
La taille de la coquille varie entre 8 mm et 24 mm.

## Distribution
Cette espèce est présente dans l'océan Atlantique au large du Sénégal, Afrique,. 

### Niveau de risque d’extinction de l’espèce
Selon l'analyse de l'UICN réalisée en 2011 pour la définition du niveau de risque d'extinction, dans la partie nord de la péninsule, près de la ville de Dakar, l'espèce est présente dans les environs de la ville avec la pollution marine associée provenant du port et des usines, ainsi que les perturbations causées par la navigation. La taille des spécimens prélevés a diminué au cours des quinze dernières années et la taille des populations de l'espèce est probablement en baisse. Dans le sud, les perturbations proviennent des activités de loisirs associées aux complexes touristiques. Par conséquent, l'espèce est évaluée comme étant en danger B1ab(iii,v)+2ab(iii,v).

## Taxonomie

### Publication originale
L'espèce Conus echinophilus a été décrite pour la première fois en 1975 par le malacologiste américain Edward James Petuch (d) dans la publication intitulée « The Veliger »,.

### Synonymes
- Africonus echinophilus Petuch, 1975 · non accepté (protonyme)
- Conus (Lautoconus) echinophilus (Petuch, 1975) · non accepté
- Lautoconus echinophilus (Petuch, 1975) · non accepté
- Varioconus echinophilus (Petuch, 1975) · appellation alternative

## Identifiants taxonomiques
Chaque taxon catalogué par les bases de données biologiques et taxonomiques possède un identifiant qui permet d'établir un point de référence. Les identifiants de Conus echinophilus dans les principales bases sont les suivants :
CoL : XXBL - GBIF : 5728385 - iNaturalist : 150333 - IRMNG : 11070530 - TAXREF : 153720 - UICN : 192487 - WoRMS : 224286